# Belphegor (formație)
Belphegor este o formație de black metal/death metal din Salzburg, Austria, fondată în anul 1993. Ei s-au format în 1991 sub numele Betrayer. În 1993 și-au schimbat numele după demonul Belphegor.